# Mirnyj (forskningsstation)
Mirnyj (Ryska: Мирный, fredfull) är en rysk forskningsstation i Queen Mary Land, Antarktis. Stationen upprättades av den första ryska antarktisexpeditionen i 13 februari 1956. Den användes tidigare som bas för stationen Vostok, som ligger djupt inne på fastlandet, men den funktionen har nu övertagits av Progress II. Mirnyj består av 30 byggnader, och har en sommarbemanning på upp till 169 personer, medan cirka 60 forskare och tekniker övervintrar. De viktigaste forskningsområdena är glaciologi, seismologi, meteorologi, marinbiologi samt studier av polarsken och kosmisk strålning.